# Duttaphrynus dhufarensis
A Duttaphrynus dhufarensis (más nyelvekben zufári vagy ománi varangy) a kétéltűek (Amphibia) osztályának a békák vagy farkatlan kétéltűek (Anura vagy Salientia) rendjéhez, ezen belül a varangyfélék (Bufonidae) családjához tartozó faj. Nevét Omán Zufár nevű tartományáról kapta.

## Előfordulása
Az Arab-félsziget déli felének tengerparti sávjában él Szaúd-Arábia, Jemen, Omán és az Egyesült Arab Emírségek területén. Szaúd-Arábia középső vidékének oázisaiban, illetve a vörös-tengeri Faraszán- és más szigeteken is előfordul. Bármilyen vízforrás közelében megtelepszik, legyen az kerti tó, öntözőcsatorna vagy időszakos patak. Akár 2200 méteres tengerszint feletti magasságig találkozhatni vele.

## Megjelenése
Meglehetősen kis termetű varangyfaj, színezete a zöldtől a sárgáson át a barnáig változhat. Jellegzetesen nagyok dobhártyái, amelyek a nagy szemei mögött láthatóak.

## Életmódja
A sivatagi kétéltűekhez hasonlóan a zufári varangy is képes az esztivációra: szárazság idején beássa magát, és akár három évig is mozdulatlanul él. Csak a csapadék lehulltakor merészkedik elő táplálkozni és párosodni, hogy megfelelő vízfelületet találjon petéinek. Táplálékául különféle ízeltlábúak szolgálnak, amiket hosszú, kinyújtható nyelvével fog el.

## Szaporodása
Párzásra egész évben sor kerülhet, ilyenkor a nőstény fekete gyöngysorra emlékeztető fonalakban rakja le petéit. A nászbrekegés jellegzetes, háromtagú „kra-kra-kra”. Az ebihalaknak sok esetben gyorsan kell kifejlődniük, mielőtt teljesen kiszáradna az élőhelyükül szolgáló vízfelület.

## Természetvédelmi helyzete
Széles körű elterjedtsége és jó alkalmazkodóképessége miatt nem fenyegeti különösebb veszély.